# Torture Killer
Torture Killer — финская дэт-метал-группа из Турку, образованная в 2002 году. Изначально образованные как кавер-группа Six Feet Under, вскоре Torture Killer стали сами писать и исполнять оригинальный материал в похожем стиле. В 2005 году, бывший участник Cannibal Corpse и нынешний вокалист Six Feet Under, Крис Барнс, присоединился к группе в качестве солиста. Покинул группу в январе 2008.

## Состав группы
- Pessi Haltsonen - вокал (2008–настоящее время)
- Туомас Карппинен - гитара (2002–настоящее время)
- Яри Лайне - гитара (2002–настоящее время)
- Ким Торньяйнен - бас (2002–настоящее время)
- Туомо Латвала - ударник (2002–настоящее время)

## Дискография

### Студийные альбомы
- For Maggots to Devour (Karmageddon Media, 2003)
- Swarm! (Metal Blade, 2006)
- Sewers (Dynamic Art Records, 2009)
- Phobia (2013)